# Església de la Santíssima Trinitat (Sabadell)
L'església de la Santíssima Trinitat és una església parroquial de Sabadell situada a la cantonada de la Rambla amb el carrer de Zurbano. A nivell d'administració eclesiàstica depèn de l'arxiprestat de Sabadell Centre que, al seu torn, forma part del bisbat de Terrassa.

## Història
L'església original, anomenada Església de la Misericòrdia, fou obra de R. Estany i va ser construïda entra el 1867 i el 1873. L'any 1936, durant la Guerra Civil Espanyola, l'església és destruïda i no es comença a reconstruir de nou fins al 1945. Les obres de reconstrucció de l'església són projectades per Lluís Bonet i Garí i efectuades per J. Padró.

## Edifici
L'església de la Santíssima Trinitat és de planta basilical, sense voltes i amb enteixinat. L'altar major i l'altar del Santíssim són obra de Lluís Bonet i Garí. A l'interior es conserven pintures de R. Roca i Ricart i una imatge del Sagrat Cor amb terra cuita obra de Salanguera. La façana és d'obra vista, té coberta de doble vessant i una torreta al costat del campanar. La façana està acabada amb el perfil triangular de la coberta i en destaquen les tres finestres d'arc de mig punt i la porta, sobre la qual es troba un timpà escultòric que mostra la Santíssima Trinitat envoltada d'àngels i quatre medallons amb els símbols dels Quatre Evangelistes.

## Galeria d'imatges

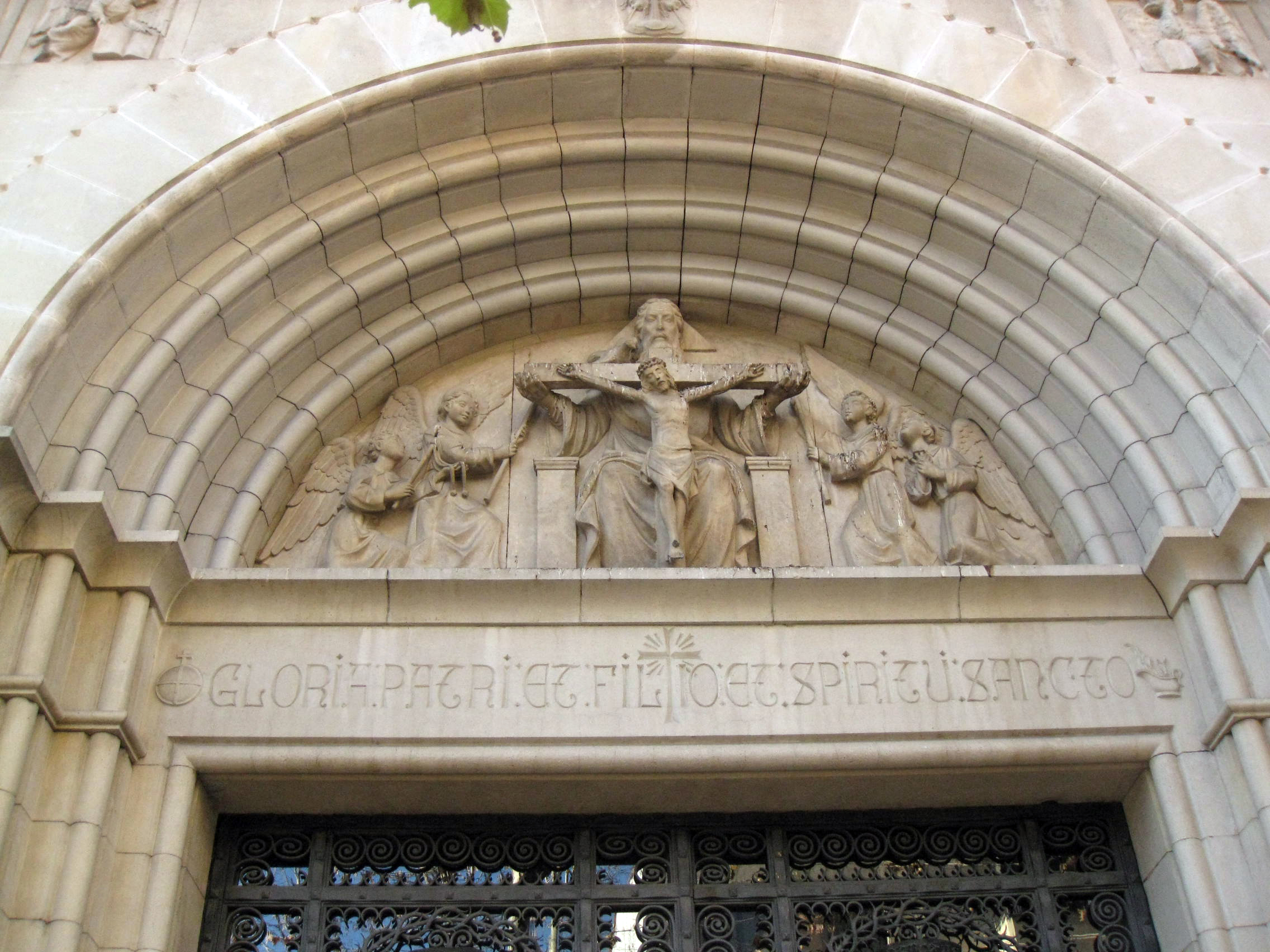
Timpà del portal
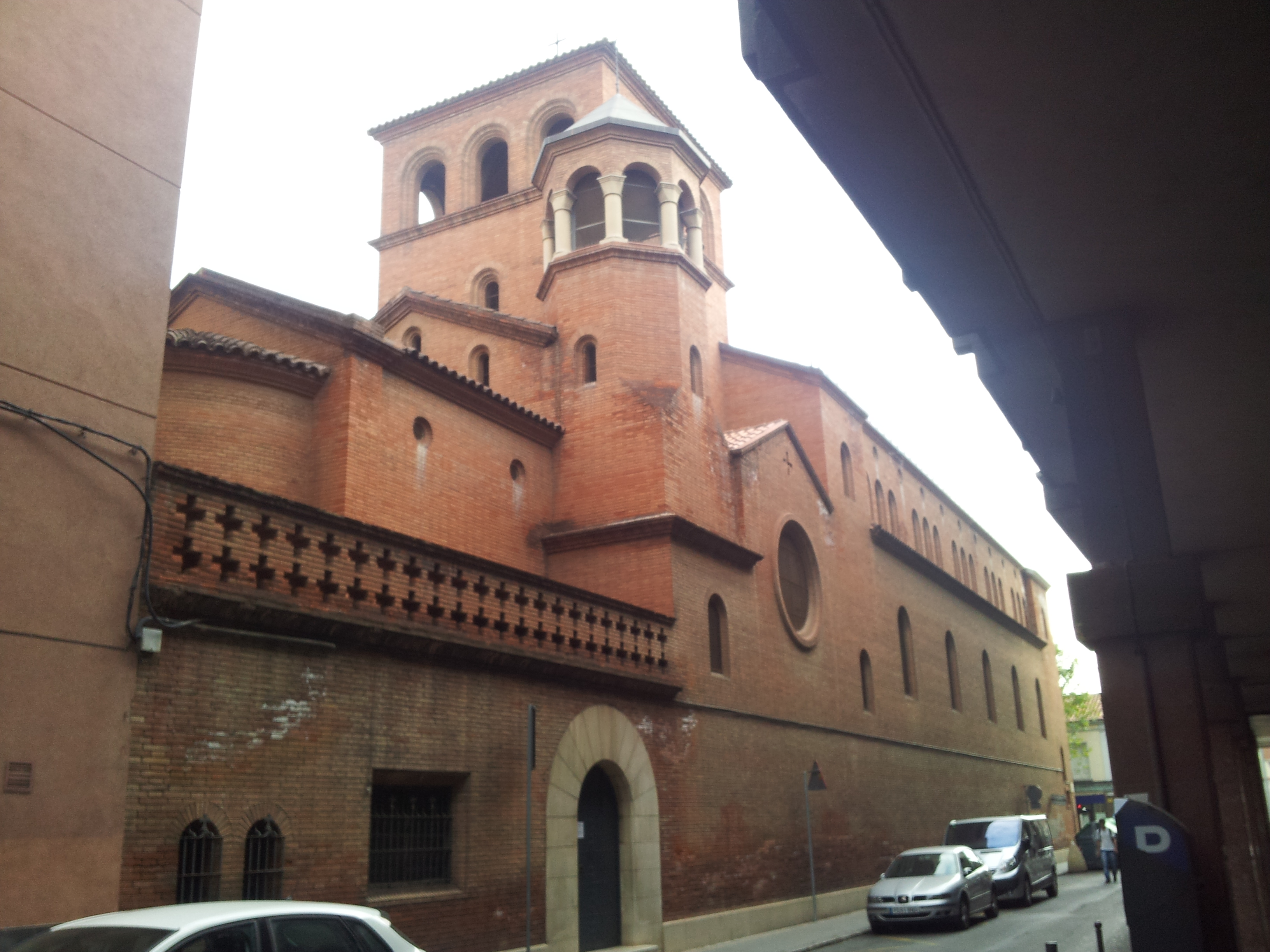
L'església des del carrer de Zurbano
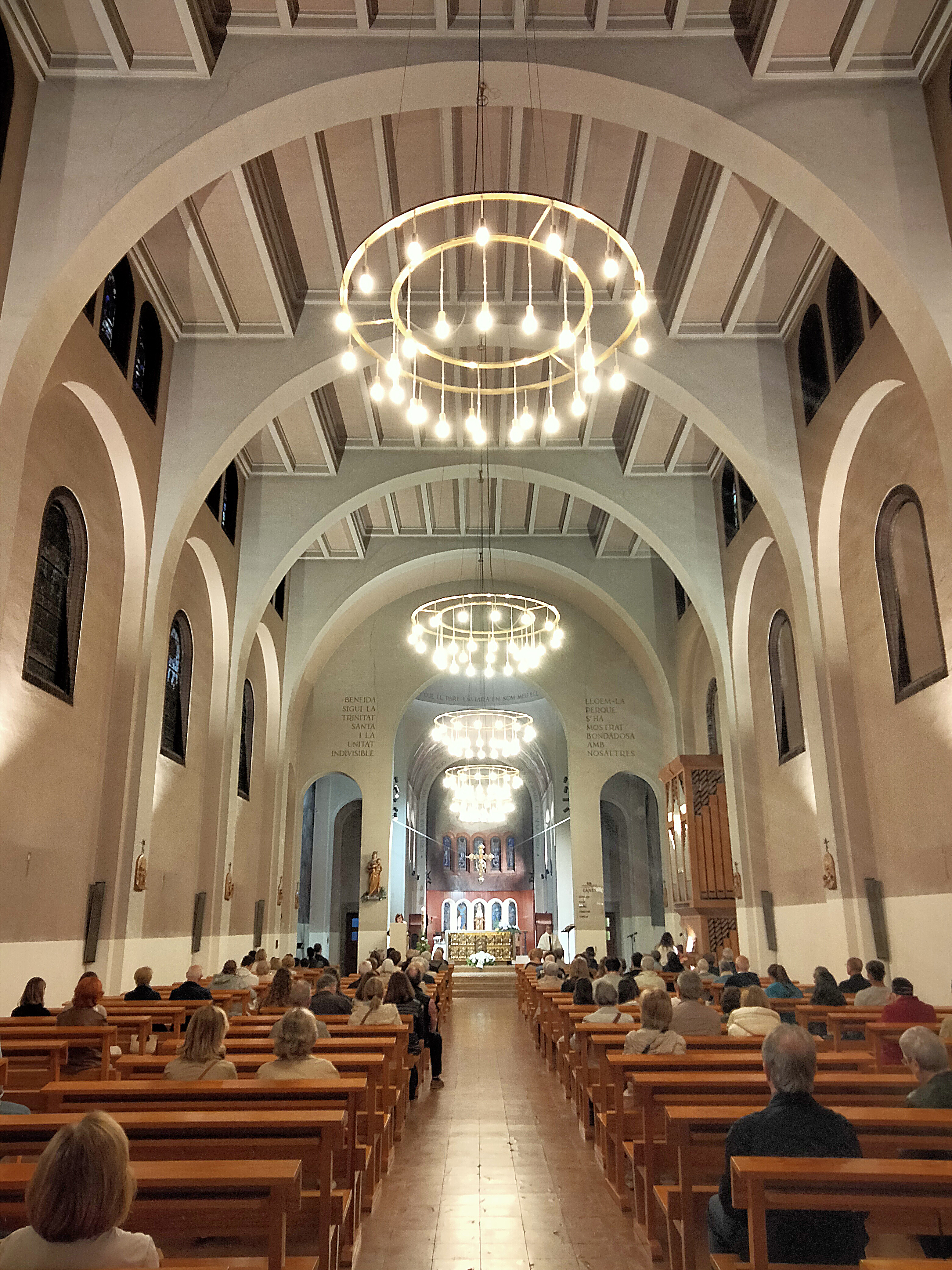
Interior de la nau
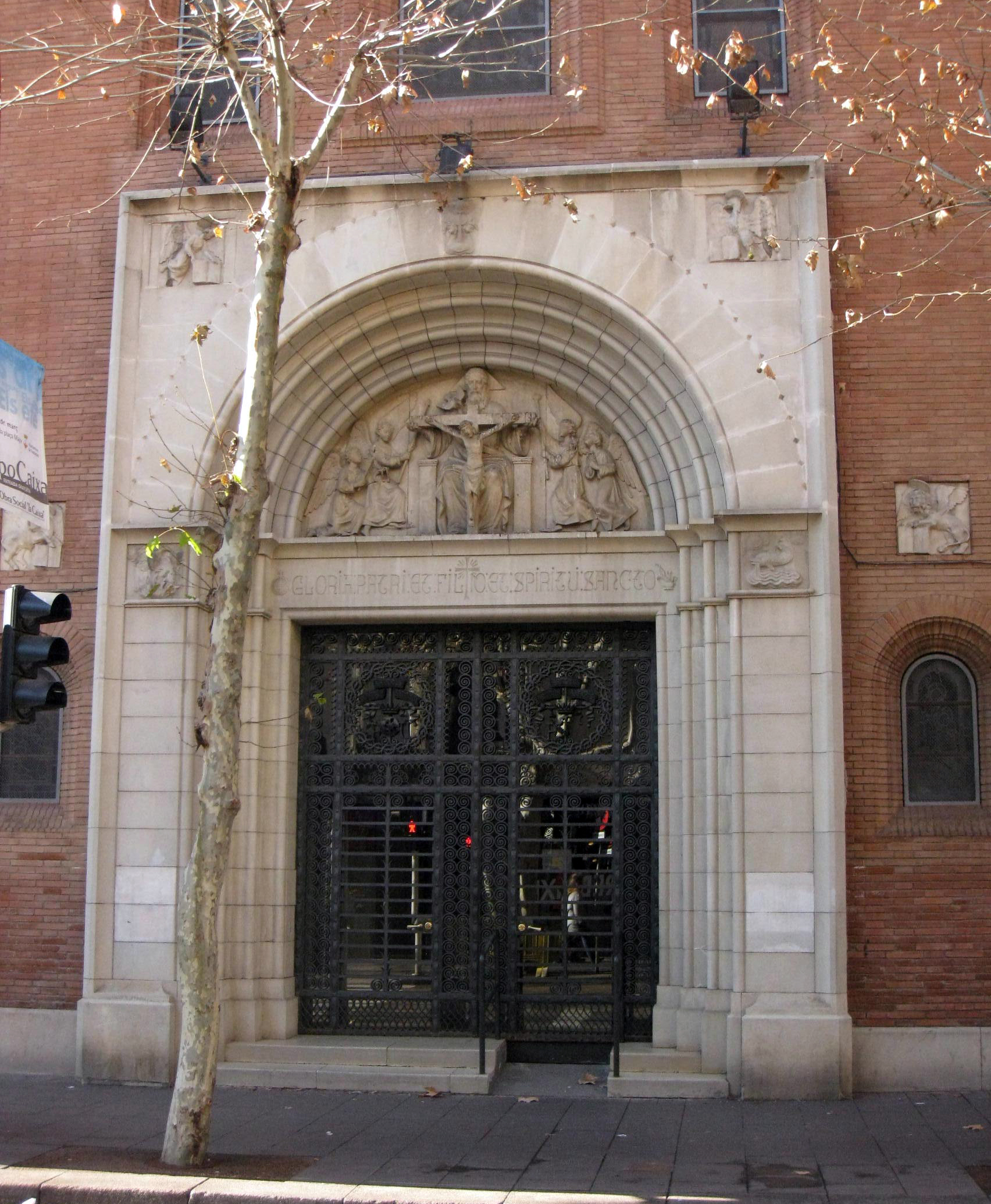
Portal